# 香港2013年1月
- 1月1日：所有私家醫院停止接受雙非孕婦在當日或以後的預約分娩。[1]
- 1月1日：當日起，地產代理在處理二手住宅物業交易時，必須向客戶提供實用面積資料。[2]
- 1月1日：民間人權陣線聯同多個組織以「民怨大爆炸，行騙長官下台」為主題以要求行政長官梁振英從促下台舉行元旦大遊行，從維多利亞公園遊行至政府總部[3]，主辦者宣稱人數達13萬人，而警方指最高峰時有二萬六千人，[4]香港大學民意研究計劃估計為3萬至3.3萬人。[5]民主倒梁力量聯合的多個團體則號稱有1萬人遊行至禮賓府。另有200名網民在中聯辦門外揮動龍獅旗。香港各界慶典委員會發起的支持梁振英之遊行及集會，宣稱有6萬人參加，愛港之聲接力舉行的挺梁嘉年華則聲言有2,500人次[6][7][8]。
- 1月1日：喜靈洲懲教所發生囚犯衝突，中港和印巴裔的兩幫近十多名男囚犯相互打鬥[9]。
- 1月3日：香港之蘭花供應商成功裁培出「夜光」蝴蝶蘭，並同時推出5款與蛇年相對的「蛇紋」蝴蝶蘭[10]。
- 1月3日：多份報章報道，元旦日支持梁振英之遊行活動有派錢請人遊行的成份，親建制派組織新界總商會董事蔡志峯被指為幕後策劃者，香港島各界聯合會及新界社團聯會亦被指出有密切關係[11][12][13]。同日有報章報道新界社團聯會否認「向遊行人士派錢」，指「涉嫌派錢者及接受金錢人士不是發起團體、其會員及支持者」。鄭耀棠質疑有人混入遊行隊伍插贓嫁禍。[14]
- 1月3日：無綫電視入稟高等法院申請司法覆核，要求法院頒令禁止行政會議發出新免費電視牌照。[15]
- 1月3日：政府宣佈暫時押後龍尾灘工程三個月。[16]
- 1月5日，原名梁秉鈞的著名作家也斯病逝，享年63歲。[17]
- 1月6日：政府統計處每月之「綜合住戶統計調查」被指有高達過半數前線統計員涉嫌造假，訛稱失業者無意重返勞動市場，學者批評造成隱形失業之情况並影響失業率的準確性[18]。
- 1月8日：
  - 太古城翠榕閣雙屍案。
  - 立法會財經事務委員會討論《公司條例草案》之附例。條例之主體草案於2012年7月已獲立法會三讀通過，並於8月刊憲，預定2014年生效，而各項附例則在當時排期至2013年初。是日議員及輿論終於將焦點集中於限制公眾透過查冊追查公司董事資料，所引發的營商、法律及新聞自由危機。[19]
- 1月9日：泛民主派立法會議員啟動彈劾因僭建風波牽涉誠信問題的特首梁振英之動議案[20][21]，議案最終被否決[22]。
- 1月9日：馬鞍山富安花園盈彩海鮮酒家之冷氣機房發生爆炸，冒出火球，造成21人受傷，其中1人命危，3人情況嚴重，專家指出是次爆炸威力接近800磅。[23][24][25]。
- 1月16日：梁振英發表任內第一份施政報告，房屋議題最為社會關注。另外，新成立的金融發展局之角色及定位問題，亦引起社會爭議。[26]
- 1月18日：香港房屋協會名下在建的綠悠雅苑與房屋委員會5,000個白表居屋名額截止申請，均大幅超額認購。[27]
- 1月19日：小學統一派位選校程序一連兩日舉行。受到大量雙非學童的影響，北區的香港家長難以為子女於原區報讀小學，而被迫跨區上學。[28]
- 1月19日：屯門青山灣避風塘發生火警，3艘漁船遭大火焚燬，1艘漁船則告沉沒。[29]
- 1月20日：國美電器宣佈退出香港零售市場。[30]
- 1月19日及20日：香港單車運動員李慧詩，於19日世界盃墨西哥站爭先賽獲得銅牌，憑較佳總成績奪得世界盃爭先賽年度總冠軍。20日李慧詩於世界盃場地賽凱林賽以第四名衝線，再憑較佳總成績奪得世界盃凱林賽年度總冠軍。[31]
- 1月22日：金融發展局主席查史美倫指，金融發展局並非政府部門，僅為財經事務及庫務局下的一個「諮詢機構」。[32]
- 1月23日：年近歲晚，大陸水貨客於香港走私奶粉及其他貨品情況更形惡劣，食物及衞生局因而與奶粉供應商合作，設立「本地媽咪會」，保證香港家庭每名嬰兒可在兩周獲三罐奶粉供應，以配額制度對抗走私。[33]
- 1月23日：銅鑼灣利苑粥麵店自1971年始業，因不敵租金上升，宣佈在1月31日結業。自由行引發的商鋪租金上升及傾向非本地人需要繼續引發爭議。[34]
- 1月24日：新一期陽光時務週刊出版，訪問曾積極支持梁振英參選特首的政協劉夢熊。劉夢熊於訪問中指梁振英在其大宅僭建風波謊告傳媒，且違諾未有推薦其加入行政會議，亦未有僅推薦其一人為全國政協委員；劉夢熊亦指2012年行政長官選舉中的傳媒政治利益瓜葛，背後與中共中央決策層之遊說關係。同日晚上，無綫新聞六點半新聞報道即引述消息稱，月初停牌的東方明珠石油，不獨大股東黃煜坤遭廉政公署拘捕，同屬股東的劉夢熊亦有被捕，正保釋候查。事件於香港引發新一輪政治風波。[35]
- 1月24日：港鐵北角站月台幕門發生火警，使港鐵服務一度受阻。[36]
- 1月24日：有廣東省港區政協稱，中港矛盾源於香港人妒嫉大陸人富裕，沒有中國共產黨香港將斷絕食水。[37]
- 1月28日，於1905年創立的香港第一間商科學校嘉諾撒聖心商學書院突然宣佈因收生不足，決定在同年8月結束辦學，至少400名學生受影響，[38]他們將獲安排轉校到香港公開大學、明愛專上學院等繼續學業。[39]。
- 1月23日至28日：《公司條例草案》收緊查冊之附例爭議繼續升溫。23日網絡媒體《主場新聞》先透過現行的查冊機制，指有4名建制派立法會議員漏報利益，包括張宇人、張華峰、陳克勤及鍾國斌。1月28日，明報同樣利用查冊，揭發多名官員及立法會議員，均有漏報利益及虛報資料之嫌，其中於2011至2012年間曾參與審議《公司條例》的16名議員，更有12人將公司地址當作住宅地址申報，事涉違法虛報。涉事者包括時任立法會議員陳茂波（現發展局局長）、梁君彥、黃定光、何俊仁、湯家驊、李慧琼、何鍾泰、黃宜弘、石禮謙、詹培忠、劉秀成及林健鋒（現行政會議成員）。另外，食物及衞生局局長高永文，現行政會議成員李國章、鄭耀棠，均犯上同樣錯誤。[40]
- 1月30日，18區區議會2007年起獲撥款興建地區小型工程，至特首梁振英在其《施政報告》再撥款予各區興建重點工程項目，然而一些地區卻以興建地標、奇形怪狀的雕塑品，被譴責作品醜陋、耗費公帑及阻街等，更有指是大白象工程[41]。
- 1月30日：政府向立法會發信，將具爭議的《公司條例》收緊查冊附例延至5月提交立法會。而首批附例則在2013年2月1月正式刊憲。[42]